# مسابقه آواز یوروویژن ۲۰۰۱
مسابقه آواز یوروویژن ۲۰۰۱ ۴۶مین دوره از مسابقات آواز یوروویژن بود که در ورزشگاه پارکن، کپنهاگ، دانمارک برگزار شد. برنده آن کشور استونی بود.